# Henri Boério
Henri Boério (Sétif, 13 giugno 1952) è un ex ginnasta francese.

## Palmarès
- Giochi olimpici

Montreal 1976: bronzo nella sbarra.